# Paradistrana
Paradistrana (Grus paradisea) är en fågel i familjen tranor som är endemisk för Afrika.

## Taxonomi
Traditionellt har paradistranan tillsammans med jungfrutrana placerats i släktet Anthropoides. Analyser av DNA-DNA hybridisering, data från DNA-sekvenser av cytokrom-B och studier av protein indikerar tydligt att de två arterna bör föras till släktet Grus, vilket exempelvis följs av International Ornithological Congress (IOC). Det råder inte konsensus kring denna indelning. Till exempel Clements et al. 2016 istället valt lösningen att behålla dem i Anthropoides men dela upp Grus i tre släkten: Grus, Leucogeranus och Antigone.

## Utseende
Paradistranan är en ganska liten och nätt trana med smala brunfärgade ben och en för tranor medellång hals. Den har proportionerligt mycket långa vingar och långa handpennor vilket gör att den stående nästan skrapar handpennorna i marken. Den har ljust blågrå hals, övre och undre vingtäckare och rygg, mörka vingpennor, och svart buk och stjärt. De adulta fåglarna har rödrosa näbb och är vita på hjässan och vid näbbroten medan ungfåglarna har helvitt huvud och en blekare färgad näbb.

## Utbredning och biotop
Den största populationen finns i Sydafrika där den främst återfinns i de sydliga och östliga områdena. Den lever också på två mindre områden i norra Namibia och i norra Botswana.

## Ekologi

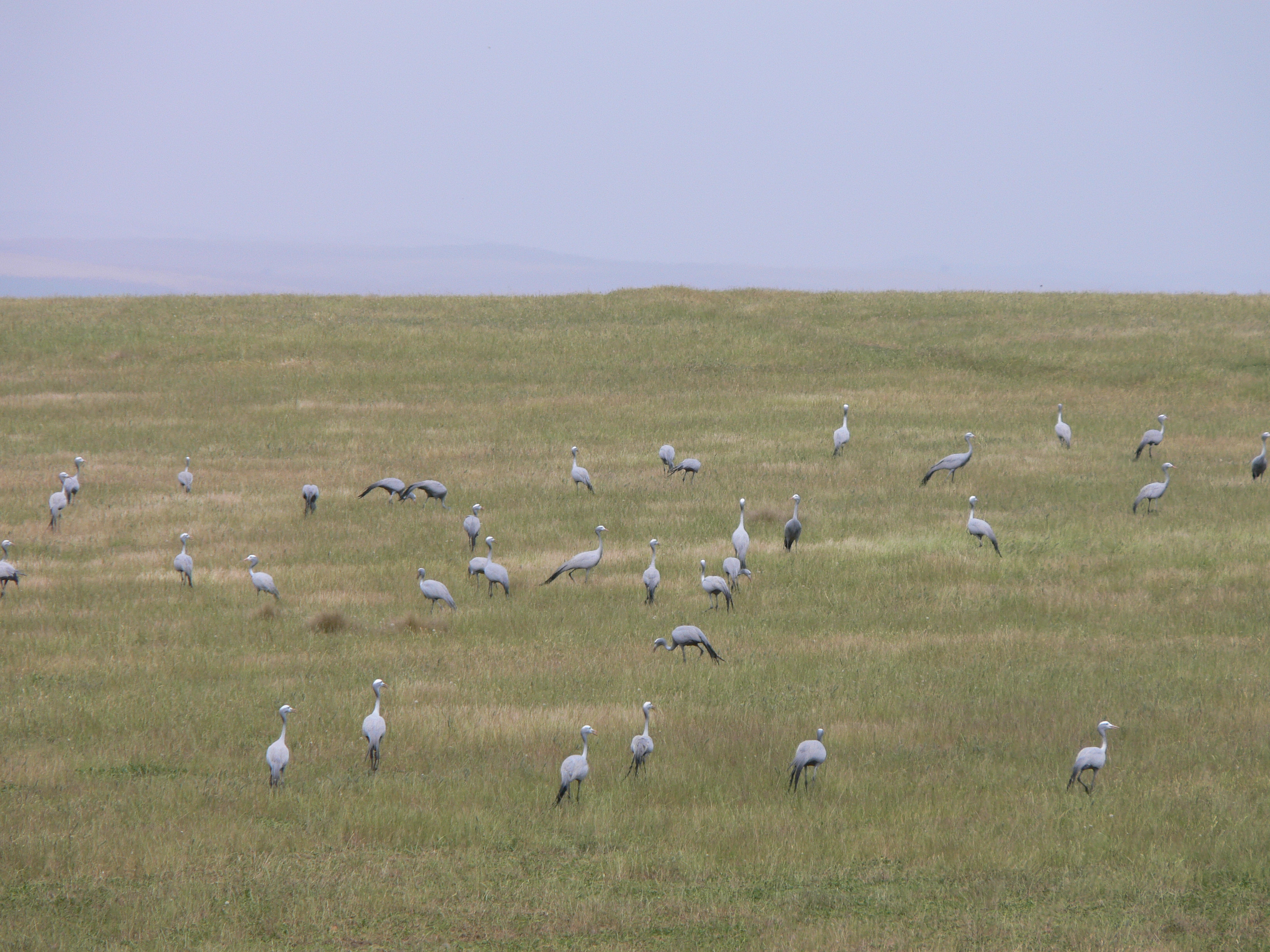
Paradistranor i nationalparken Bontebok i Sydafrika.

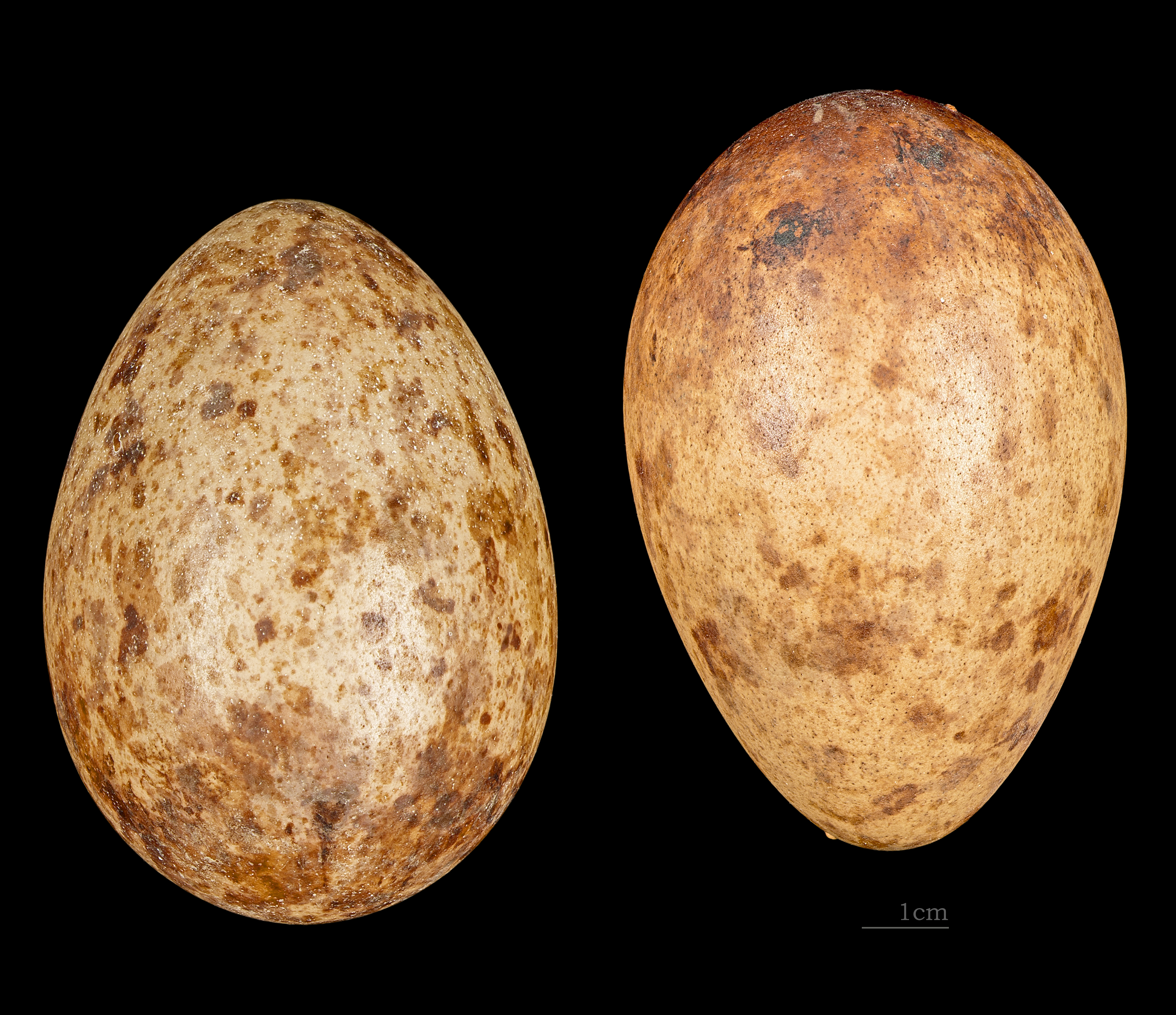
Grus paradisea

Paradistranan är inte lika bunden till vatten som många andra tranor, dock tillbringar den oftast nätterna på stränder. På dagarna söker den föda på fält och i gräsiga biotoper. Dess årscykel påminner om många andra tranors då de bildar par på våren för att häcka och föder upp sina ungar över sommaren. På hösten samlar de sig i mindre flockar för att på vintern samlas i stora flockar. Den räknas inte som en flyttfågel men de nordligaste häckningsområdena överges under vintern. 

## Status
Populationen minskade kraftig från och med 1980-talet och idag är arten mycket hotad. På många platser, speciellt i områden där man odlar majs har paradistranan minskat kraftig på grund av omedveten och medveten förgiftning för att tranorna förstör skördarna. Den minskar också på grund av habitatförändringar och man tror att det omkring år 2000 finns mellan 10,000 och 20,000 fåglar kvar i världen.